# Goerodes kunigamiensis
Goerodes kunigamiensis är en nattsländeart som beskrevs av Ito 1999. Goerodes kunigamiensis ingår i släktet Goerodes och familjen kantrörsnattsländor. Inga underarter finns listade i Catalogue of Life.